# Engin Fırat
Engin Fırat (Istanboel, 11 juni 1970) is een Turks-Duitse voetbaltrainer.

## Jeugd
Fırat werd geboren op 11 juni 1970 in Istanboel. Hij begon met voetballen toen hij 10 jaar was.

## Trainerscarrière
Engin Fırat studeerde af aan de Sportuniversiteit van Duitsland.

### Samsunspor
Hij begon zijn trainerscarrière in 1997 in de TFF 1. Lig als assistent van de Duitse coach Horst Hrubesch bij Samsunspor. Hij werd daarmee met 27 jaar de jongste trainer van Europa. Samsunspor eindigde dat seizoen vijfde van de competitie. Ondanks dat Hrubesch werd weggestuurd, werd Fırat gevraagd te blijven om de nieuwe coach Joseph Jaranbinsky te assisteren.

### Antalyaspor
Voor het seizoen 1998-1999 maakte hij samen met Jarabinsky de overstap naar Antalyaspor in de Süper Lig, dat 6e eindigde, het hoogst behaalde resultaat ooit voor de club.

### Eintracht Frankfurt
Tussen 2000 en 2002 werkte hij bij de technische staf van Eintracht Frankfurt. Hij deed onder andere aan scouting.

### Fenerbahçe
In 2002 maakte Fırat de overstap naar Fenerbahçe als assistent van Werner Lorant. Fenerbahçe eindigde als tweede in de competitie. Hoogtepunt van het seizoen was de historische 6-0 overwinning op aartsrivaal Galatasaray.

### Rot Weiss Ahlen
Samen met Lorant tekende hij dit keer bij 2. Bundesliga team Rot Weiss Ahlen. Laat in het seizoen vertrok Lorant, waarop Fırat hoofdcoach werd voor drie wedstrijden.

### Incheon United
In 2004 vertrok het duo naar het Zuid-Koreaanse Incheon United FC. Vanwege privéredenen vertrok Fırat uit Korea, maar kwam een maand later terug en leidde zelfs enkele wedstrijden in z'n eentje.

### Sivasspor
In 2005 keerde het duo, dat al sinds 2002 samenwerkte, terug naar Turkije om te werken bij Sivasspor, dat voor het eerst naar de Süper Lig was gepromoveerd. Ze wisten de club op het hoogste niveau te houden door op de 8e plek te eindigen.

### Iran
Het Lorant-Fırat duo vertrok aan het einde van het seizoen naar Iran om Saipa FC te coachen. Lorant nam ontslag na 3 maanden, ondanks het feit dat de ploeg bovenaan de Iran Pro League stond. Fırat werd gevraagd de club door de rest van het seizoen te loodsen als hoofdcoach. De club werd voor de eerste keer in de clubgeschiedenis landskampioen.
In maart 2008 werd Fırat gevraagd assistent te zijn van bondscoach Ali Daei, waarna Fırat een korte periode aan de slag ging bij het Iraans voetbalelftal.

### Kenia
In 2021 werd Fırat aangesteld als bondscoach van het Keniaans voetbalelftal.